# Philippe Bonnin (architecte)
Pour les articles homonymes, voir Bonnin et Philippe Bonnin.
Philippe Bonnin, né le 3 septembre 1950, est un architecte  DPLG (1972) et anthropologue français, directeur de recherches émérite au CNRS et fondateur du Réseau thématique international JAPARCHI du ministère de la Culture.

## Travaux
Philippe Bonnin est l’auteur de nombreux ouvrages et articles sur l’architecture, l’habitat rural autant qu’urbain, sur l’espace du Japon comme de la France. Il a dirigé la publication du Vocabulaire de la spatialité japonaise, aux éditions CNRS, qui a reçu le grand prix de l’Académie d’architecture.

## Publications
Ses publications sont consultables sur la base de données HAL-SHS.
- Avec J. Pezeu-Massabuau, Façons d’habiter le Japon, maisons, villes et seuils, Paris, CNRS Editions, juin 2017, 494 p. (ISBN 978-2-271-08912-0, lire en ligne)
- Avec M. Manale, Habiter Berlin : 175 photographies 1901-1920, Paris, Créaphis, 2016, 230 p. (ISBN 978-2-35428-105-2)
- Dir., introd. et nombreux textes, avec Shigemi Inaga et Nishida Masatsugu, Vocabulaire de la spatialité japonaise : 日本の生活空間, Paris, CNRS Éditions,‎ 2014, 605 p. (ISBN 978-2-271-08059-2) Prix de l’Académie d’architecture 2014.
- Dir. avec B. Jacquet et Nishida Masatsugu 西田雅嗣, Dispositifs et notions de la spatialité japonaise, Lausanne, PPUR,‎ 2014, 359 p. (ISBN 978-2-88915-047-2, lire en ligne)
- Dir. avec Inaga Shigemi 稲賀繁美 et Nishida Masatsugu 西田雅嗣, Pour un vocabulaire de la spatialité japonaise : actes du colloque de Kyoto 11-12-13 mai 2012, Kyoto, Kokusai Nihon Bunka Kenkyū Sentā 国際日本文化研究センタ International Research Center for Japanese Studies (Nichibunken),‎ 2013, 230 p. (lire en ligne)[3]
- Dir. avec Augustin Berque et Alessia de Biase[4], La Poétique de l'habiter : Donner lieu au monde, Paris, éditions donner lieu, janvier 2012, 402 p. (ISBN 978-2-9532093-6-5)
- Dir. avec Maïté Clavel, « Natures urbanisées », Ethnologie française, Presses universitaires de France, vol. XL, t. 4,‎ 2010 (ISBN 978-2-13-057937-3, ISSN 0046-2616, lire en ligne)
- Dir. avec Gérard Baudin, Faire territoire aujourd’hui, Paris, Éditions Recherches, 2009, 318 p. (ISBN 978-2-86222-065-9, lire en ligne)
- Dir. avec Augustin Berque et Alessia de Biase, L’Habiter dans sa poétique première, Paris, Éditions donner lieu, novembre 2008, 404 p. (ISBN 978-2-9532093-0-3)
- Dir. avec F. Poulain, S. Guevel, J. Boissonade, et intr., Ville visible, ville invisible : la jeune recherche urbaine en Europe, L’Harmattan, 2008, 185 p. (ISBN 978-2-296-06398-3)
- Dir. avec Alessia de Biase, L’Espace anthropologique : abécédaire anthropologique de l’architecture et de la ville, vol. n° 20-21, éditions du Patrimoine. Cahiers de la recherche architecturale, urbaine et paysagère, 2007, 279 p. (ISBN 978-2-85822-935-2, ISSN 1296-4077, SUDOC 118408933, lire en ligne)
- Images habitées : photographie et spatialité, Paris, avec le soutien de la DAPA et du Centre national du livre, editions Créaphis, 2007, 27 p. (ISBN 978-2-913610-53-8 et 2-913610-53-6, SUDOC 117069671)
- Architecture : espace pensé, espace vécu, Éditions Recherches, 2007, 284 p. (ISBN 978-2-86222-059-8, SUDOC 116061073)
- Dir. avec Roselyne de Villanova, Loges, concierges et gardiens : enquêtes en Europe : Paris, Londres, Barcelone, Milan, Oslo, Paris, Créaphis, 2006, 288 p. (ISBN 2-913610-59-5)
- La Ville insoutenable : les trois sources du mythe de la ville-campagne (dir.), avec Augustin Berque et C. Ghorra-Gobin, colloque de Cerisy, Belin, 2006, 366 p.  (ISBN 2-7011-4186-9)
- Manières d’habiter (dir., intr. et contribution), Communications no 73, Paris, Éditions du Seuil, sept. 2002, 265 p. Avec des contributions de M. Clavel, J.-Ch. Depaule, Evelyne Desbois, Roger-Henri Guerrand, Isaac Joseph, J.-M. Léger, M. A. Da Silva Mello, Jacques Pezeu-Massabuau, P. Pichon, Daniel Pinson[5], C. Rosselin, J.-P. Thibaud, J.-D. Urbain.
- D’une maison l’autre : parcours et mobilités résidentielles (dir.), avec Roselyne de Villanova, postface de Jean Rémy, Paris, Créaphis, 1999, 371 p.  (ISBN 2-907150-97-9)
- Images / Paysages, Xoana no 5, 1997, Paris, éd. Jean Michel Place, 190 p.  (ISSN 1256-9941)[6]
- Cette ville où coulait d'abondance l'eau claire des canaux, Perpignan, CAUE, 1994, 45 p.
- L'Ostal en Margeride. Pour une analyse des modèles sociaux de l’organisation de l’espace : la transformation du modèle topologique d'un type d'habitation rurale (dir.), avec Martyne Perrot et Martin de la Soudière, éd. du CNRS, Paris 1983, 342 p.  (ISBN 2-222-03193-1)[7]
- Habitats autogérés (dir. et introduction), éditions Alternatives-Syros, Paris, 1983, 140 p.  (ISBN 2-86227-034-2)[8]
- Bilder der Architektur (dir.), avec la collaboration de Roger-Henri Guerrand, Evelyne Desbois, André Grelon[9], A. Ternier, ministère des Relations extérieures, Wien, 1983, 82 p.  (ISBN 2110845686)
- Imagini attive dell'architettura, Turin, avril 1982, ministère des Relations extérieures, 72 p.
- Les Utopistes du mètre carré, avec P. Reynaud, Autogestions no 11,Toulouse, Privat, sept. 1982, 122 p.[10]

## Articles en ligne
- 2006 : avec Nishida Masatsugu 西田雅嗣[11], Regards japonais sur l’espace domestique parisien[12]
- 1989 : avec Martyne Perrot, « Le décor domestique en Margeride », Terrain
- 1983 : dir. avec Martyne Perrot et Martin de la Soudière[13], L'Ostal en Margeride. Pour une analyse des modèles sociaux de l’organisation de l’espace[14], éd. du CNRS, Paris, 1983, 342 p.
- Articles de Philippe Bonnin sur Scientific Commons